# Hede församling, Härnösands stift
Hede församling var en församling i Härnösands stift och i Härjedalens kommun i Jämtlands län. Församlingen uppgick 2010 i Hedebygdens församling.
Församlingskyrka var Hede kyrka.

## Administrativ historik
Församlingen bildades omkring 1400 genom utbrytning ur Svegs församling. Ur församlingen utbröts senast omkring 1550 Tännäs församling och Vemdalens församling och 1751 Storsjö församling.
Församlingen var tidigt annexförsamling i pastoratet Sveg, Hede och Lillhärdal som också från 1466 omfattade Överhogdal för att därefter från åtminstone omkring 1550 till 1 maj 1925 vara moderförsamling i pastoratet Hede, Vemdalen, Tännäs som från 1751 också omfattade Storsjö församling och från 1757 Ljusnedals församling och från 1768 Hede lappförsamling. Från 1 maj 1925 till 2010 moderförsamling i pastoratet Hede, Vemdalen och Storsjö. Församlingen uppgick 2010 i Hedebygdens församling.